# Centris amica
Centris amica là một loài Hymenoptera trong họ Apidae. Loài này được Moure mô tả khoa học năm 1960.